# Troglocyphoniscus remyi
Troglocyphoniscus remyi är en kräftdjursart som beskrevs av Albert Vandel 1946. Troglocyphoniscus remyi ingår i släktet Troglocyphoniscus och familjen Trichoniscidae. Inga underarter finns listade i Catalogue of Life.